# Етногінекологія
Етногінекологія — нова галузь етноботаніки, яка в основному займається використанням терапевтичних рослин для лікування гінекологічних захворювань племенами, місцевими знахарями та традиційними лікарями. Таких як проблеми з менструальним циклом, аборти, лактація, безпліддя, гонорея, лейкорея та розлади пологів.